# دوريس بيرن
دوريس بيرن (بالإنجليزية: Doris Burn)‏ هي كاتبة للأطفال وكاتِبة أمريكية، ولدت في 24 أبريل 1923 في بورتلاند في الولايات المتحدة، وتوفيت في 9 مارس 2011 في مدينة بيلينغام في الولايات المتحدة.